# Обарач (ватрено оружје)
Обарач (енгл. Trigger) или окидач, полуга чијим се притиском активира механизам за опаљивање код ручног ватреног оружја и самострела.

## Карактеристике
Обарачи су се појавили код првих пушака фитиљача у 15. веку: читав механизам за опаљивање (табан) састојао се од дашчице на десној страни кундака, на којој је била пришвршћена полуга у облику слова "S", која се окретала око попречне осе. Горњи део полуге (ороз) носио је фитиљ, а притиском на доњи део полуге (обарач) фитиљ се обарао у чанак са припалом и вршило се опаљивање. Код пушака колашица, притиском на обарач отпуштала се опруга табана на коло. Код каснијих пушака спредњача (кремењача и капислара) притиском на обарач отпуштао се натегнути ороз који је носио кремен или ударцем активирао капислу, или ударну иглу код раних острагуша. Код пушака острагуша (од средине 19. века), обарач је директно активирао ударну иглу у затварачу оружја, која је активирала капислу на дну чахуре метка, што је механизам дејства који се користи и данас, изузев револвера, који су задржали ороз.
Код револвера, обарач може да има функцију активирања ороза (старији револвери са обарачем једноставног дејства) и запињања ороза (револвери са обарачем двоструког дејства).